# Inferno a Caracas
Inferno a Caracas (Fünf vor 12 in Caracas) è un film del 1966 diretto da Marcello Baldi.

## Trama
Una banda di malvagi trafficanti d'eroina sequestra la figlia di un magnate del petrolio. Il petroliere affida le ricerche ad un agente privato. La banda, oltre a chiedere una ingente somma di denaro, minaccia di provocare un inferno a Caracas minando i pozzi petroliferi marini.